# 山木遺跡
山木遺跡（やまきいせき）は、静岡県伊豆の国市韮山山木にある、弥生時代後期に始まる複合遺跡。1950年（昭和25年）に当時の田方郡韮山村で用水路の工事中に発見された。1次調査では弥生後期を中心とした土器、木製品が大量に出土したため、日本の稲作技術を知ることのできる遺跡として静岡市の登呂遺跡とともに一躍有名になった。この調査の出土品は「山木遺跡の生産・生活用具」の名称で国の重要有形民俗文化財に指定されている。

## 概要
現在も多くが水田であるため、遺跡の概要は周辺の開発工事に伴う発掘調査で少しずつ明らかとなっている。集落域は龍城山から続く微高地状となった部分で、周囲に水田域が広がっている。また、弥生時代後期の遺跡として有名になっているが、実際には弥生後期、古墳時代前期、平安時代を含む複合遺跡で、集落の部分は韮山城跡とも重複している。このため、1995年（平成7年）の調査など、「韮山城内遺跡」の名で発掘調査報告書が出ている調査もある。

## 調査の経過
- 山木1次調査：1950年（昭和25年）、明治大学教授の後藤守一を中心に、堂川水路工事部分について予備調査を行い、調査区を拡張して本調査を実施した。その結果、流路跡で弥生後期を中心としたおびただしい木製品や土器が出土した。「ねずみ返し」が柱についたまま出土したことから、それまで登呂遺跡などで出土していた不明板材の用途が初めて明らかとなった。この調査と並行して、調査地区より1キロメートル北方の「多田の畦畔遺跡」と呼称している地区を調査しているが、現在では山木遺跡の範囲内とされている。
- 山木2次調査：1967年（昭和42年）、日通道路（現・伊豆の国市韮山支庁前の道路）の建設に伴い、八幡一郎教授を団長に遺跡調査団を結成し、発掘調査を行った。この調査では多数の水田が検出され、畦畔の方位の違いなどから時代幅の存在が指摘された。
- 山木3次調査：1975年（昭和50年）、韮山町役場庁舎建設に伴い、トレンチによる発掘調査が実施された。水田の畦畔が検出され、水田域であることが確認されている。
- 山木4次調査：1976年（昭和51年）から77年（昭和52年）にかけて、山木遺跡の範囲確認と土壌の堆積状況の調査のため、広い範囲に渡ってテストピット調査を実施した。山木遺跡が広範囲におよぶことが確認されている。
- 山木5次調査：1978年（昭和53年）、農協の倉庫建設に伴い発掘調査が実施された。畦畔や木製品などが出土し、水田域であることが確認されている。古墳時代から平安時代頃と考えられる田下駄が多数出土。
- 山木6次調査：1980年（昭和55年）、マンション建設に伴い、発掘調査が実施された。畦畔や水路が検出され、水田域であることが確認された。
- 兵衛の森調査：1981年（昭和56年）、韮山農村環境改善センター建設に伴い、発掘調査が実施された。溝状遺構が多数検出されている。遺物は少ないが、山木遺跡に隣接しているため、関連が深いと考えられる。
- 山木7次調査：1982年（昭和57年）、韮山商工会館建設に伴い、発掘調査が実施された。近現代の井戸と、古墳時代の土器がわずかに検出された程度で遺跡の縁辺部であると考えられている。
- 山木8次調査：1984年（昭和59年）、農協ライスセンター建設に伴い発掘調査が実施された。畦畔・木製品・土器などが出土している。
- 韮山城内1次：1990年（平成2年）、県立韮山高等学校校舎改築に伴い、発掘調査を実施した。初めは韮山城跡の調査として実施されたが、土器の出土があり、山木遺跡の集落部分が付近に存在することが明らかとなった。
- 山木9次調査：1993年（平成5年）、農協の野菜集出センター建設のため発掘調査が実施された。畦畔が検出され、水田域であることが確認された。
- 山木10次調査：1994年（平成6年）、駐車場建設に伴い発掘調査が実施された。水田や溝などが検出されている。
- 山木11次調査：1995年（平成7年）、県道建設の工事に伴い試掘調査が実施された。古墳時代の土器や中世の井戸が検出された。
- 韮山城内2次：1995年（平成7年）、県立韮山高等学校プール建設に伴い、発掘調査が実施された。古墳時代前期を中心として多数の住居址が検出され、集落の本体部分が確認された[2]。
- 山木12次調査：1996年（平成8年）、個人住宅建設のため発掘調査を実施した。古墳時代・平安時代の水田跡が検出され、水田域であることが確認された。
- 山木13次調査：1996年（平成8年）〜1997年（平成9年）、保健福祉センター建設に伴い、発掘調査が実施された。木製品が多数出土している。
- 山木14次調査：1997年（平成9年）、農協農産物販売所建設に伴い、発掘調査が実施された。方形の溝が多数検出され、当時の資料では方形周溝墓群と発表されている。
- 山木15次調査：欠番か
- 山木16次調査：2003年（平成15年）、県道付け替え工事に伴って発掘調査が実施された。韮山城の堀に壊されていたが、残存部分より集落の一部が検出されている。
- 山木17次調査：2004年（平成16年）、県道改良工事に伴って発掘調査が実施された。
- 韮山城内（外池第1地点）：2006年（平成18年）、韮山高校講堂建設に伴い発掘調査が実施された。韮山城の堀で遺構が壊されているが、残存している部分から柱穴や古墳時代前期を中心とする土器が出土した。

## 遺物の調査
- 1999年（平成11年）、出土木器研究会による木製品の見学
- 2003年（平成15年）〜、木製品の再分類・整理・台帳化